# Hochheimer Stein
Die Rheingauer Weinlage Stein liegt auf dem Gebiet der Weinbauorte Hochheim am Main und Wicker. Der Hochheimer und der Wickerer Teil liegen dabei mehrere Kilometer voneinander getrennt. Die Weine dürfen dabei als Hochheimer Stein sowie Wickerer Stein vermarktet werden. Sie gehört zur Großlage Daubhaus im Weinanbaugebiet Rheingau, der Hochheimer Teil ist nach Süden ausgerichtet und schließt sich direkt oberhalb der Lage Königin Viktoriaberg westlich an die Hochheimer Hölle an. Ihre Größe beträgt 27 Hektar.
Hier findet man sandige bis kiesige Böden mit Beimengungen von Löss. Die sandigen Böden erwärmen sich rasch, was eine frühe Blüte, eine schnelle Reife und eine längere Vegetationsperiode zur Folge hat. Im Untergrund liegt tertiärer Mergel.
Der Boden ist gut durchlüftet und versorgt die Reben mit Wasser und Mineralstoffen. Die hier entstehenden Riesling-Weine verfügen über Fruchtaromen, sind zart und haben eine moderate Säure.